# ISTOM - École supérieure d'agro-développement international
 (décembre 2015).
L’ISTOM - École supérieure d'agro-développement international est une école d’ingénieur française sous tutelle du ministère de l’Enseignement supérieur et de la recherche et de la Commission des titres d’ingénieur (CTI).
L’ISTOM est un Etablissement d’enseignement supérieur privé d’intérêt général (EESPIG), qualification attribuée par le ministère de l’Enseignement supérieur et de la recherche et évalué par le Haut Conseil de l’évaluation de la recherche et de l’enseignement supérieur (Hcéres).
Elle est également membre de la Conférence des grandes écoles, d’AGRINATURA (regroupement européen d’institutions de recherche), de l’Agence universitaire de la francophonie.
Située à Angers, elle forme ses ingénieurs aux métiers des transitions environnementales, agricoles, alimentaires et énergétiques, avec un cursus très international, tourné vers les pays en développement ou émergents. Ses jeunes diplômés travaillent dans le monde entier, en France comme dans les territoires des Suds.
L'accréditation de l'ISTOM à délivrer le diplôme d'ingénieur, a été renouvelée par le ministère de l’Enseignement supérieur et de la recherche, sur avis favorable de la Commission des titres d'ingénieur (CTI), pour la durée maximale, le 1er juillet 2021.

## Histoire
L'école a porté différents noms depuis sa création en 1908. Entre 1908 et 1949, elle se nomme École pratique coloniale, puis École technique d'Outre-Mer jusqu'en 1968. Elle prend alors le nom d’Institut supérieur technique d'Outre-Mer (initiales ISTOM). Depuis 2004, l'école se nomme ISTOM - École supérieure d'agro-développement international.
L'école historiquement située au Havre, déménage à Cergy-Pontoise en 1991. L'école fait alors partie de l'IPSL (l'institut polytechnique Saint-Louis), regroupement d'écoles situé à Cergy-Pontoise.
En décembre 2015, dans le cadre de son développement stratégique, son Conseil d'administration vote le déplacement de l'école à Angers et la construction d'un bâtiment neuf pour l'accueillir.
Le 16 juillet 2018, l'école s'installe dans son nouveau bâtiment, situé dans le quartier de Belle-Beille, à Angers, au 4 rue Joseph Lakanal. 

## Formation
Depuis plus de 100 ans, l’ISTOM s'est construit une expertise pluridisciplinaire sur les systèmes environnementaux, agricoles et alimentaires des « pays des Suds » (pays en développement et émergents d’Asie, d’Amérique latine, d’Afrique). Ces terrains sont au cœur du cursus ingénieur de l’école. Ils offrent des situations d'apprentissage particulièrement riches pour former les ingénieurs de demain à relever les défis du changement climatique, de l’érosion de la biodiversité, même pour ceux qui travailleront en France ou en Europe.
L’ISTOM forme ainsi en 5 ans, des ingénieurs agronomes et écologues, acteurs du développement durable, capables de comprendre les dynamiques locales, de les accompagner ou de proposer des solutions adaptées et de répondre aux défis socio-écologiques et agricoles tels qu'ils se posent pour les acteurs concernés. L'agroalimentaire, l'agroforesterie, la protection des ressources naturelles, la durabilité de la production végétale ou animale, la gestion de l'eau… sont au centre des questions ainsi traitées à l'ISTOM.
Parce que les sciences seules ne suffisent pas pour faire face à ces enjeux, les élèves ingénieur apprennent à faire dialoguer les sciences (agronomie, écologie...) avec d'autres disciplines, notamment l'économie et la sociologie. Ils bénéficient de nombreux travaux de groupe en mode projet, d’outils de méthodologie propres à l’ingénieur mais aussi d’un accompagnement dans la construction de leur projet professionnel.
Le cursus comprend 16 mois de stages, répartis sur 5 ans et permet des mobilités Erasmus+. Depuis 2024, le titre d’ingénieur de l’ISTOM est accessible par la voie de l’apprentissage. La formation est enregistrée au Registre national des certifications professionnelles (RNCP 36058)

## Débouchés
Dès leur diplôme obtenu, les ingénieurs de l’ISTOM se dirigent vers l’ensemble des métiers de la filière agricole et du secteur de l'environnement. Mieux nourrir la planète, protéger la faune et la flore, améliorer la qualité des sols, rendre l’eau accessible à tous… autant de problématiques abordées au cours de la formation sur lesquelles s’engagent nos étudiants lors de leurs stages mais aussi plus tard, dans leur vie professionnelle.

L’ISTOM forme à quatre principaux secteurs : la production agricole, la gestion des ressources naturelle, l’agroalimentaire, le développement des territoires et ses ingénieurs travaillent aussi bien en France qu’à l’international. 

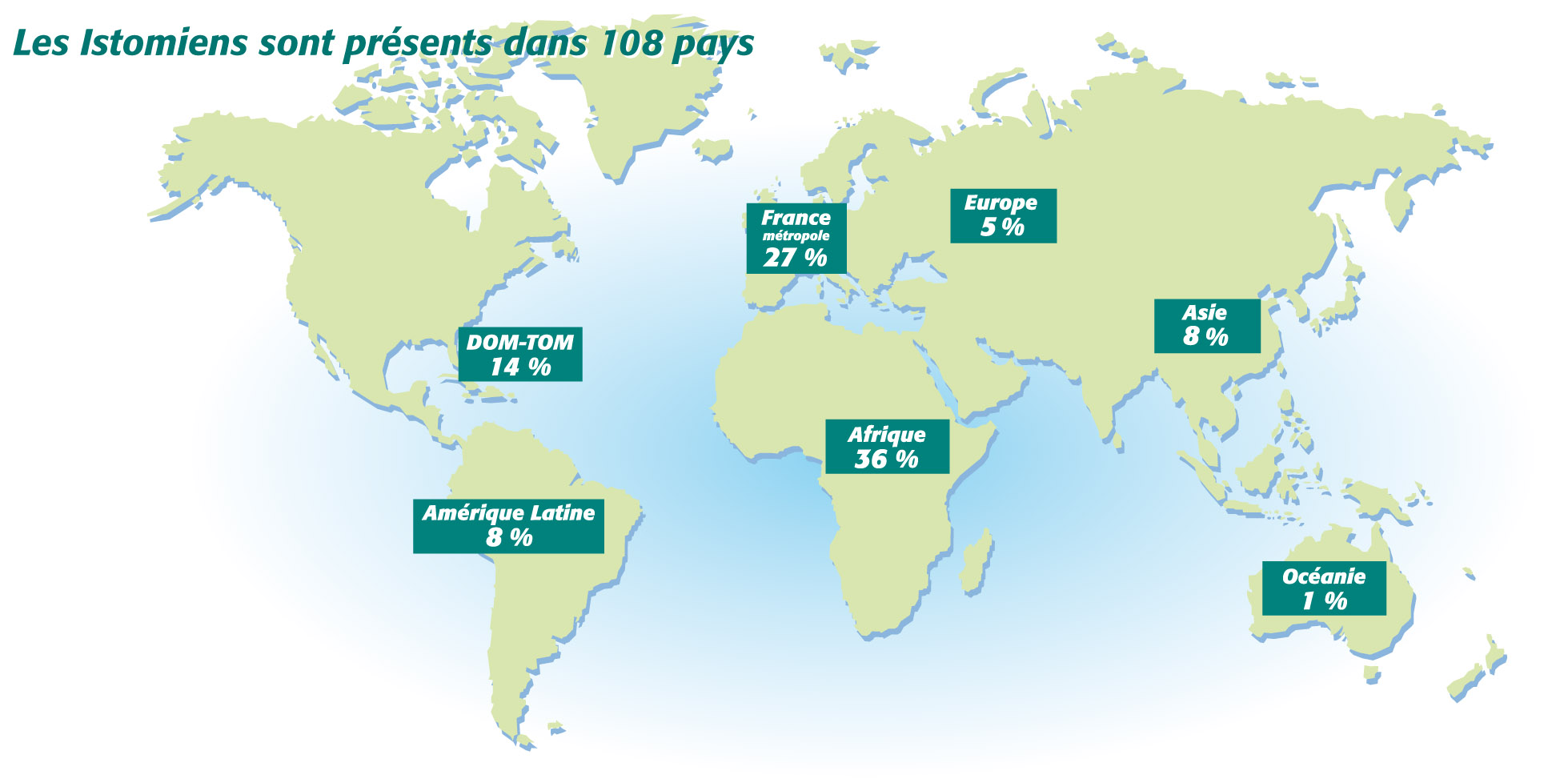
Répartition des jeunes diplômés de l'ISTOM dans le monde

## Recrutement
Pour entrer en 1er année de l'ISTOM, l'inscription se fait via le portail Parcoursup. Après l'admissibilité sur dossier, le candidat est évalué à l'oral lors d'un entretien.

Il existe également des modes d'admissions parallèles (L1, L2, LP, PACES, BTS, DUT, BUT, CPGE...) en deuxième et troisième années, également basés sur un concours d'admission. 